# Angonyx excellens
Angonyx excellens är en fjärilsart som beskrevs av Rothschild 1911. Angonyx excellens ingår i släktet Angonyx och familjen svärmare. Inga underarter finns listade i Catalogue of Life.